# 보이!
《보이!》(일본어: っポイ！)는 야마자키 타카코의 일본의 만화작품이다. 1991년에 하쿠센샤의 《LaLa》에서 연재가 시작되었다. 그 후 《멜로디》로 잡지를 옮겨 연재해 2010년 《멜로디》 10월호(8월 28일 발매)에서 최종회가 연재되고, 2010년 11월 5일 29권, 30권 동시발매를 끝으로 연재 19년만에 완결되었다. 1999년 5월부터 당시 자니스 주니어였던 야마시타 토모히사를 주연으로 드라마화되었으나 비디오나 DVD로는 발매되지 않았다.
작품 원제인 《っポイ!》는 일본어로 ‘~같은’이라는 뜻을 갖고 있고 실제 발음은 ‘뽀이’에 가깝지만 한국에서는 번역하기 어려운 문제도 있어 《보이!》라는 제목이 되었다. 정식 라이센스판이 발매되기 전에는 《프리티 보이》나《느낌!》이라는 이름으로 해적판이 발매되기도 하였다.

## 줄거리
아마노 타이라는 키가 작고 얼핏 보기에 여자같은 중학교 3학년 소년이다. 그러나 성격은 근성있고 지는 것을 싫어하는 남자다운 성격이다. 타이라와 친구인 반리를 중심으로 중학교 3학년의 미묘한 사춘기의 사랑이나 수험에 대한 고민을 그린다. 코미디부터 어두운 이야기까지, 여러 가지 테마를 그리는 청춘 스토리이다.

## 등장 인물
※신장・체중은 연재 경과에 따른 성장에 의해 바뀔 가능성이 있습니다.

### 주요 등장인물
- 아마노 타이라 (天野 平)

주인공. 동일중학교(東第一中学校) 3학년. 신장 154cm. 농구부 소속.
키가 커지고 싶어서 농구부에 들어간다. 자신의 외모가 여자같다는 것에 컴플렉스를 갖고 있고, 그 때문에 여장을 당하는 일도 있다. 그러나 외모와는 정반대로 정의감이 강하고 겁없는 남자다운 면이 있어 처음 만난 사람이라도 곤란하다면 그냥 지나치지 않는 성격으로, 생각하기 전에 행동으로 옮겨버리는 타입이라 언제나 문제에 말려든다. 모든 것에 만능인 반리를 따라잡기 위해 노력하고 있다. 히나키를 좋아하지만 반리도 히나키를 좋아한다고 착각하고 복잡한 심경을 안고 있다.
- 쿠사카 반리 (日下 万里)

동일중학교 3학년. 신장 176cm. 농구부 소속.
타이라와 같은 반이면서 가장 친한 소꿉친구. 그러나 중학교 1학년 동안 다른 반이 되면서 타이라가 초등학생 때와는 달라진 반리에게 거리감을 느낀 적도 있다. 공부나 스포츠부터 집안일에 이르기까지 뭐든지 능숙하게 해내지만 재봉만큼은 서툴다. 학교 제일의 인기남으로 팬클럽도 존재할 정도. 그러나 소꿉친구 타이라에게도 좋아하는 사람이 있는지에 대해서는 가르쳐주지 않는다. 배려심이 있고 대인관계는 좋지만, 본심을 솔직히 드러내지 않는 성격이므로 타이라와는 충돌하는 일도 있다.
- 이치노세 히나키 (一ノ瀬 雛姫)

동일중학교 3학년. 신장 152cm. 신체조부 소속.
타이라의 같은 반 친구로 적면증에 내성적인 성격이었으나, 타이라의 ‘고개를 들어!’라는 한마디를 계기로 조금씩 사교적이고 적극적인 성격이 되어간다. 주변에서도 인정받는 귀여운 외모와는 반대로 호러물 같은 무서운 것을 좋아한다.
- 사가미 마코토 (相模 真)

동일중학교 3학년. 신장 165cm. 검도부 소속.
타이라의 같은 반 친구로 타이라를 좋아하지만 부끄러워서 겉으로는 나타내지 않는다. 히나키와 마찬가지로 미소녀. 시원시원한 성격으로 남을 잘 돌봐주지만 무턱대고 나아가는 면이 있다. 천둥을 무서워한다.
- 하나시마다 에이타츠 (花島田 英達)

동일중학교 3학년. 신장 174cm. 농구부 소속이며 주장이다.
목적을 위해서라면 남을 말려들게 하는 일도 마지않을 정도로 막무가내인 성격이지만, 분위기를 잘 타고 남을 잘 신경쓰는 성격이라 주위사람들이 의지할 수 있다. 마코토를 좋아하여 마코트를 보면 어디라도 큰 소리로 연설을 하면서 사랑을 고백한다.
- 타카오카 토라오 (鷹丘 虎雄)

제비중학교(燕ノ巣中学校)3학년. 신장 172cm. 농구부 주장.
하나시마다와는 소꿉친구 사이이다. 타이라가 남자라는 것을 모르고 첫눈에 반하고, 그 후부터 타이라보다 마음에 드는 여자아이가 나타나지 않아 번뇌의 나날을 보낸다. 여자에게 인기는 많지만 그때문에 매일 고백을 거절하기만 한다. 또 타이라를 좋아한다는 사실을 반리에게 들켜 놀림거리가 되고 있다. 타이라에게 마음을 전하고 있지만 타이라는 진심으로 받아들이지는 않았다. 산에서 길을 잃는 에피소드에서 자신의 마음을 진지하게 털어놓은 후부터 타이라도 그 마음을 의식하게 되었다.

### 그 외 등장 인물
- 아마노 카즈(天野 和)

타이라의 형으로 고등학교 3학년이다. 어렸을 때 엄마에게 여자 옷을 입힌 반리를 ‘마리’라는 여자아이로 착각하고 첫사랑 상대가 되었다 지금도 반리를 발견하면 ‘마리’로 보여 쫓아가는 경우도 있다. 문제에 휘말려 수험을 치르지 못하고 재수하기로 결심한다.
- 아마노 나루(天野 成)

타이라의 여동생으로 사립 시라유리 여중에 다니는 2학년생. 보이쉬한 모습으로 여학생들에게 인기가 많지만 본인은 여자답게 되고 싶다고 생각하고 있다. 반리를 좋아한다.
- 오오카제 치나츠(大風 一夏)

동이중학교(東第二中学校) 3학년. 소꿉친구 3인방 중 둘이 커플이 되어버려 홀로 떨어진 치나츠는 그 둘에게 보란듯이 보여주기 위해 멋진 남자를 찾게 된다. 히가시다이이치 중학교에 잠깐 전학왔을 때 멋진 남자의 표본 같은 반리에게 첫눈에 반해 반리도 질려할 정도로 맹렬하게 들이댄다.

## 연재잡지의 변경
작가인 야마자키 타카코와 당시 《보이!》가 연재되던 《LaLa》 편집부와의 마찰로 2001년부터 같은 출판사인 하쿠센샤의 《멜로디》로 소속을 옮겨 《ZERO》를 연재하게 된다. 그로 인해 《ZERO》가 연재되는 동안 《보이!》는 연재가 중단되었다.

## 한국판에서의 등장인물 이름 문제
‘万里’라고 하는 이름은 원작에서는 ‘반리’라고 발음하지만 한국판에서는 번역 실수로 ‘만리’라는 이름이 되었다. 또한 타이라의 여동생 ‘나루’의 경우도 16권(권경일 번역분)까지는 '나르'로 번역되었다.

## 출판 정보

### 단행본
| 권수 | 일본 발매일     | 한국 발매일      | ISBN 코드              | ISBN 코드              |
| ---- | --------------- | ---------------- | ---------------------- | ---------------------- |
| 1권  | 1992년 2월      | 1996년 12월 20일 | ISBN 978-4-592-12582-2 | ISBN 978-89-532-3143-6 |
| 2권  | 1993년 3월      | 1997년 2월 20일  | ISBN 978-4-592-12782-6 | ISBN 978-89-532-3144-3 |
| 3권  | 1993년 7월      | 1997년 3월 20일  | ISBN 978-4-592-12783-3 | ISBN 978-89-532-3145-0 |
| 4권  | 1994년 1월      | 1997년 3월 30일  | ISBN 978-4-592-12784-0 | ISBN 978-89-532-3146-7 |
| 5권  | 1994년 6월      | 1997년 4월 22일  | ISBN 978-4-592-12785-7 | ISBN 978-89-532-3147-4 |
| 6권  | 1995년 1월      | 1997년 4월 30일  | ISBN 978-4-592-12786-4 | ISBN 978-89-532-3148-1 |
| 7권  | 1995년 6월      | 1997년 5월 20일  | ISBN 978-4-592-12787-1 | ISBN 978-89-532-3149-8 |
| 8권  | 1995년 11월     | 1997년 8월 25일  | ISBN 978-4-592-12788-8 | ISBN 978-89-532-3150-4 |
| 9권  | 1996년 3월      | 1997년 8월 25일  | ISBN 978-4-592-12789-5 | ISBN 978-89-532-3151-1 |
| 10권 | 1996년 12월     | 1997년 12월 10일 | ISBN 978-4-592-12790-1 | ISBN 978-89-532-3152-8 |
| 11권 | 1997년 10월     | 1998년 5월 15일  | ISBN 978-4-592-12791-8 | ISBN 978-89-532-3153-5 |
| 12권 | 1998년 3월      | 1998년 8월 20일  | ISBN 978-4-592-12792-5 | ISBN 978-89-532-3154-2 |
| 13권 | 1999년 2월      | 1999년 8월 20일  | ISBN 978-4-592-12793-2 | ISBN 978-89-532-3155-9 |
| 14권 | 1999년 7월      | 2000년 1월 30일  | ISBN 978-4-592-12794-9 | ISBN 978-89-532-3156-6 |
| 15권 | 2000년 1월      | 2001년 1월 1일   | ISBN 978-4-592-12795-6 | ISBN 978-89-532-3157-3 |
| 16권 | 2000년 5월      | 2001년 7월 25일  | ISBN 978-4-592-17676-3 | ISBN 978-89-532-3158-0 |
| 17권 | 2001년 1월      | 2002년 1월 15일  | ISBN 978-4-592-17677-0 | ISBN 978-89-532-3159-7 |
| 18권 | 2001년 6월      | 2002년 3월 15일  | ISBN 978-4-592-17678-7 | ISBN 978-89-532-3160-3 |
| 19권 | 2002년 3월 5일  | 2002년 12월 20일 | ISBN 978-4-592-17679-4 | ISBN 978-89-532-3161-0 |
| 20권 | 2002년 10월 5일 | 2003년 3월 25일  | ISBN 978-4-592-17680-0 | ISBN 978-89-532-3906-7 |
| 21권 | 2003년 2월 5일  | 2003년 5월 20일  | ISBN 978-4-592-17681-7 | ISBN 978-89-532-4140-4 |
| 22권 | 2003년 5월 2일  | 2003년 12월 15일 | ISBN 978-4-592-17682-4 | ISBN 978-89-532-4483-2 |
| 23권 | 2004년 2월 5일  | 2004년 7월 15일  | ISBN 978-4-592-17683-1 | ISBN 978-89-532-5227-1 |
| 24권 | 2004년 6월 5일  | 2005년 3월 15일  | ISBN 978-4-592-17684-8 | ISBN 978-89-532-5906-5 |
| 25권 | 2007년 12월 5일 | 2008년 6월 16일  | ISBN 978-4-592-17685-5 | ISBN 978-89-532-8631-3 |
| 26권 | 2008년 7월 5일  | 2008년 12월 30일 | ISBN 978-4-592-17686-2 | ISBN 978-89-532-9050-1 |
| 27권 | 2009년 7월 3일  | 2009년 10월 30일 | ISBN 978-4-592-17687-9 | ISBN 978-89-263-0785-4 |
| 28권 | 2010년 2월 5일  | 2010년 9월 30일  | ISBN 978-4-592-17688-6 | ISBN 978-89-263-1542-2 |
| 29권 | 2010년 11월 5일 | 2011년 12월 30일 | ISBN 978-4-592-17689-3 | ISBN 978-89-263-1955-0 |
| 30권 | 2010년 11월 5일 | 2012년 9월 30일  | ISBN 978-4-592-17690-9 | ISBN 978-89-263-2937-5 |

### 화집
2003년 5월 7일에 기존의 컬러 일러스트 68점과 새로 그린 일러스트 3점을 수록한 《야마자키 타카코 화집 〈보이!〉》가 발매되었다.

### 드라마 CD
《LaLa》 및 《멜로디》에서 응모자 전원 서비스 CD로 CD화 된 이외에도 게임 예약특전으로도 게임 내 성우들에 의한 드라마 CD가 제작되었다. 모두 비매품.
- 2001년 LaLa 오리지널 드라마 CD〈보이!〉겐키(ゲンキ)CD
- 2003년 멜로디 12월호〈보이!〉GO!GO! 드라마 CD

출연：이토 미카, 쿠가 미쿠, 치바 스스무, 이와타 미츠오
- 2004년 멜로디 6월호〈보이!〉WAKU-WAKU 드라마 CD
- 2008년 7월〈보이!〉한여름의 경험!? 예약특전 드라마 CD - 아이디어 팩토리
- 2008년 7월〈보이!〉한정판 드라마 CD 《앞으로 런 어웨이(前向きランナウェイ)》– 아이디어 팩토리

### 게임
아이디어 팩토리(오토메이트)에서 2008년 7월 17일에 플레이 스테이션 2용 소프트 《〈보이!〉 한여름의 경험!?(〈っポイ!〉 ひと夏の経験!?)》이 발매되었다.
캐스트
- 아마노 타이라: 시모노 히로
- 쿠사카 반리: 미도리카와 히카루
- 이치노세 히나키: 호리에 유이
- 사가미 마코토: 사이카 미츠키
- 하나시마다 에이타츠: 치바 스스무
- 타카오카 토라오: 이와타 미츠오
- 오오카제 치나츠: 마스 노조미
- 무로우 사쿠: 무라츠바키 레이코

## 드라마
NTV에서 텔레비전 드라마화되어 1999년 5월 9일부터 6월 27일, 일요일 낮 11시 40분~12시까지 방송되었다. 전8화.
등장 인물
- 아마노 타이라: 야마시타 토모히사
- 쿠사카 반리: 아이바 마사키
- 사가미 마코토: 후키이시 가즈에
- 이치노세 히나키: 마에다 아키
- 하나시마다 에이타츠: 후루야 요이치
- 타카오카 토라오: 타카하시 유즈루
- 미시마: 하세베 준
- 바바: 우에사토 료타
- 카스가: 나카마루 유이치
- 무라타: 아카니시 진(제2화)